# Cibodas (Rumpin)
Cibodas is een bestuurslaag in het regentschap Bogor van de provincie West-Java, Indonesië. Cibodas telt 8717 inwoners (volkstelling 2010).